# Mumbai Trans Harbour Link
Le Mumbai Trans Harbour Link est un autopont reliant la ville de Mumbai avec la ville de Navi Mumbai. Il mesure 21,8 km. Il a démarré en avril 2018 et le pont a été inauguré par Narendra Modi le 12 janvier 2024.